# Jacob Pavlovich Adler
Jacob Pavlovitch Adler (Odessa, Império Russo (agora Ucrânia), 12 de fevereiro de 1855 - Nova Iorque, 1º de abril de 1926)  nascido com o nome de Yankev P. Adler, foi um ator russo e astro do Teatro Yiddish, primeiramente em Odessa e, depois, em Londres e Nova Iorque.